# Puccionia macradenia
Puccionia macradenia  es una especie de arbusto  y el único miembro del género monotípico Puccionia, perteneciente a la familia Capparaceae. Es originaria de Somalia.

## Descripción
Es una planta que alcanza un tamaño de 0,2-0,4 m de altura, desde una base leñosa; tallos con glándulas sésiles diminutas. Láminas foliares ampliamente ovado-elípticas a suborbiculares, de hasta 30 x 27  mm, redondeadas a agudas en el ápice, con numerosas glándulas sésiles a lo largo de los márgenes, nervio central elevado por el envés, pecíolo de hasta 10 (-16 ) mm de largo en las hojas inferiores, mucho más cortos arriba. Sépalos de 2-3 mm de largo. Pétalos amarillos, 5-6 mm de largo. Fruto de 2,5 mm de diámetro.

## Taxonomía
Puccionia macradenia fue descrita por Emilio Chiovenda y publicado en Flora Somala 1: 78. 1929.